# Cathédrale du Sacré-Cœur de Suva
Pour les articles homonymes, voir Cathédrale du Sacré-Cœur.
La cathédrale du Sacré-Cœur est située à Suva, capitale des Fidji. Dominant le centre de la ville, elle constitue l'un des plus hauts monuments de Suva. Il s'agit du siège de l'archidiocèse de Suva.